# Beast Wars II
Beast Wars II: Super Life-form Transformer (ビーストウォーズⅡ 超生命体トランスフォーマー, Bīsuto Wōzu Sekondo: Chō Seimeitai Toransufōmā) (ook bekend als gewoon “Beast Wars II” of “Beast Wars Second”) is een Japanse animatieserie gebaseerd op het Transformers-franchise, en dan met name de Canadese serie Beast Wars. De serie werd in Japan uitgezonden van 1 april 1998 t/m 27 januari 1999.

## Achtergrond
De serie Beast Wars werd ook uitgezonden in Japan. Het tweede seizoen van deze serie bestond echter uit slechts 13 afleveringen, en dat was te weinig om uitzendrechten te krijgen op de Japanse tv. Daarom werd besloten de komst van seizoen 3 af te wachten zodat de twee afleveringen van beide seizoenen konden worden gecombineerd tot 1 groot seizoen.
Om in de tussentijd het gat op te vullen maakte men in Japan twee eigen Beast Wars series: “Beast Wars II” en Beast Wars Neo. De continuïteit van deze series was lange tijd onbekend, maar de strip Beast Wars: The Gathering bevestigde dat de series onderdeel zijn van de officiële Beast Wars continuïteit.

## Plot
De serie heeft een veel lichtere ondertoon en is gericht op een jonger publiek dan Beast Wars. De serie gebruikte ook gewone animatie in plaats van de digitale animatie die werd toegepast in Beast Wars.
De serie Beast Wars speelt zich ver in de toekomst af, en draait om een compleet nieuwe cast. Centraal staan Lio Convoys team van Cybertrons (Maximals) en Galvatrons leger van Destrons (Predacons). De twee groepen zijn in oorlog op de planeet Gaia, een post-apocalyptische versie van de Aarde. Ze vechten voor de energiebron genaamd Angolmois.

## Personages

### Maximals
- Lio Convoy: De leider van de Maximals met een sterk gevoel voor wat goed is en wat niet. Zijn serieuze houding komt af en toe humoristisch over. Zijn beestmode is die van een witte leeuw.
- Apache: Een autoriteitsfiguur met een ietwat excentrieke kant. Hij kan veranderen in een mandril. Zijn hele lichaam bevat wapens.
- Bighorn: heeft een zachtaardige en natuurliefhebbende kant. Hij kan veranderen in een bizon. Keert de vijand niet graag de rug toe.
- Scuba: een pijlinktvis-robot en daardoor de snelste Maximal in het water. Kan energie van zijn vijanden absorberen middels zijn tentakels.
- Tasmanian Kid: de grappenmaker van de Maximals, die het liefst als een volwaardige krijger wordt beschouwd. Zijn ambitie maakt de situatie vaak nog erger. Hij wilde een jachtluipaard of adelaar worden, maar scande per ongeluk een Tasmaanse Duivel.
- Diver: de beste springer van de Maximals. Hij is vaak terughoudend, maar kan ook erg roekeloos zijn. Zijn beestmode is die van een kikker.
- Ikard: de neeft van Scuba. Ikard is als een grote broer voor Scuba.
- Lio Junior: gemaakt door de invloed van de Angolmois energie op de Matrix in Lio Convoys torso. Hij heeft een onschuldige en vrije persoonlijkheid.
- Skywarp: een luchtvechter die Lio Convoys troepen kwam versterken. Hij is streng, maar heeft meer vertrouwen dan anderen in de jonge cybertronian krijgers. Hij kan een adelaar worden.
- Santon: Cybertrons beste dokter. Kwam ook later in de serie Lio Convoys troepen versterken. Kan een olifant worden.
- Magnaboss: de gecombineerde vorm van Lio Junior, Skywarp en Santon.

#### Insectrons (Insecticons)
Voormalige huursoldaten die zich aansloten bij de Maximals. Ze zijn de rivalen van de AutoRollers.
- Bigmos : de leider van de Insectrons. Kan een soort mier-leeuw hybride worden.
- Powerhug: de judomeester van de Insectrons. Hij is iemand die altijd recht op zijn doel af gaat.
- Tonbot: de spion van de Insectrons. Hij houdt ervan zich te vermommen. Hij is tevens de snelste van de Insectrons.
- Mantis : een samoerai die sterk territoriaal gedrag vertoont.
- Drillnuts : de “grootste uitvinder van de Insectron” (volgens eigen zeggen). Hij is altijd bezig met dingen te bouwen, maar wat hij maakt is meestal nutteloos.
- Scissorboy: een goede vriend van Tasmania Kid.

#### Jointron Brothers
Een trio van broers van de planeet Trias. Kunnen combineren tot Tripledacus.
- DJ : de oudste van de drie. Kan speciale geluidsgolven maken die 10,000 kilometer verderop te horen zijn. Vecht met twee zwaarden.
- Motorarm: de tweede broer. Hij is een sumoworstelaar die krijgertraining ondergaat. Hij is abnormaal sterk.
- Gimlet: de jongste van de broers. Een dansgek die altijd vrolijk is. Hij kan met zijn klauwen dingen verpulveren en samendrukken, genoeg om zelfs koolstof meteen in diamant te veranderen.
- Tripledecus: de gecomineerde vorm van DJ, Motorarm en Gimlet. Is zelfs groter dan Galvatron.

### Predacons
De meeste Predacons hadden voertuigen als alternatieve vorm (gelijk aan de Decepticons), maar werden toch als Predacons gezien.
- Galvatron: de leider van de Predacons. Hij is erg ambitieus. Hij heeft drie modes, waarvan zijn draakmode het sterkst is.
- Megastorm: De broer van Galvatron die kan veranderen in een tank.
- Starscream: klein van stuk maar met een grote trots. Starscream is zelfs ambitieuzer dan Galvatron, en wil zelf de leider worden.
- BB: de meest loyale predacon die altijd zijn bevelen uitvoert. Hij heeft zijn excentrieke kan goed onder controle.
- Dirge: een sonische soldaat die kan vliegen. Hij is de “strikte man” binnen een komisch duo.
- Thrust: de vrolijke noot van de predacons, en de partner van Dirge.

#### Autorollers
- Autostinger: een krijger die ooit een huursoldaat was. Hij werd gered door Galvatron van executie, en is sindsdien loyaal aan hem.
- Autocrasher: een sterke sergeant met een dik pantser die de jongere Destronleden traint.
- Autojetter: een luchtwachter die Galvatron vaak vergezeld in luchtgevechten. Hij persoonlijkheid is ietwat problematisch, daar hij graag oorlog voert voor zijn eigen plezier.
- Autolaunher: een expert met een speer-pistool. Hoewel hij de rol van bodyguard heeft, schuift hij Galvatrons veiligheid vaak opzij om als eerste in een vijandelijk kamp te zijn.

#### Seacon Ruimtepiraten
- Halfshell: de leider van de ruimtepiraten. Hij is erg berekenend. Kan veranderen in een zeeschildpad. Denkt bij alles aan geld.
- Scylle: de enige vrouwelijke vechter van de Seacons, maar beslist niet de minste. Ze heeft een oogje op Scuba.
- Coelagon: een 80 000 jaar oude Transformer. Beweert veel kennis te bezitten, maar die kennis is vaak fout.
- Seaphantom: een haaitransformer die graag verrassingsaanvallen uitvoert. Hij kan door vrijwel alles heenbijten met zijn tanden.
- Terrormander: een mantatransformer en de jongste van de Seacons. Is meestal lui, maar als hij vecht, is hij een sterke tegenstander.
- God Neptune: de gecombineerde vorm van Halfshell, Scylle, Coelagon, Terrormandar en Seaphantom. De combinatie gaat niet altijd even goed vanwege onderlinge conflicten van de vijf robots.

#### Cyberbeasts
- Giga Storm: Megastorms tweede vorm, verkregen onder invloed van de Angolmois energie. Hij transformeert in drie stappen, van dinosaurus, naar een monolithische basis naar een fort. In dit stadium ziet hij Galvatron niet meer als zijn meerdere.
- Hellscream: Starscreams cybervorm verkregen door Angolmois energie. Naast dat hij sterker is, is hij ook wreder geworden.
- Max B: BB’s cybervorm. In deze vorm is hij gewelddadiger en houdt van vernietiging. Zijn loyaliteit aan Hellscream is onveranderd.
- Dirgegun: gespecialiseerd in aanvallen die computers tot waanzin drijven. Kan computervirussen loslaten op vijanden.
- Thrustor: hanteert wapens die alleen voor hem speciaal zijn.

### Overig
- Artemis: een mysterieuze robotvrouw die de oorlog in de gaten houd. Helpt de Maximals indien nodig.
- Moon: een konijntransformer die Gaia bewaakt. Partner van Artemis.
- Star Upper: een kangoeroetransformer die altijd erg trots is op zijn overwinningen. Vreest dat hij niet goed genoeg is om een echte krijger te worden.
- Black Lio Convoy: een kloon van Lio Convoy gemaakt van Angolmoid energie. Werd gemaakt met het enige doel om Lio Convoy te verslaan.
- Majin Zarak: een superwapen waarvan de oorsprong onbekend is. Majin Zarak is de ultieme bedreiging voor de Maximals.

## Afleveringen
1. "The New Forces Arrive!"
2. "Run, White Lion, run!"
3. "Bighorn's Rage"
4. "The Lake Trap"
5. "Galvatron Revived"
6. "Mystery of the Ancient Ruins"
7. "The Insectrons Arrive"
8. "Friend or Foe? Insect robo"
9. "The Strongest Tag Team?"
10. "Galvatron Runs Wild"
11. "Danger! Scissor Boy."
12. "Autorollers, roll out!"
13. "Destron general offense!"
14. "Combined giant Tripledacus"
15. "The Cheerful Jointrons"
16. "A terrible combination plan?"
17. "Who is the leader?"
18. "Black Lioconvoy"
19. "Space pirate Seacons!"
20. "Who is the strongest warrior?"
21. "Scuba is saved"
22. "Megastorm's reckoning"
23. "Showdown in the Sea"
24. "To Face the Setting Sun"
25. "The Last Battle"
26. "Enter, Liojunior!"
27. "Megastorm reborn"
28. "New weapon: the Tako Tank"
29. "Dark Planet Nemesis"
30. "Gigastorm's Treachery"
31. "The End of Starscream"
32. "Lioconvoy Assassination Plan"
33. "The Great Angolmois Freezing Operation"
34. "Knock out Nemesis!"
35. "Liojunior's revolt?"
36. "Emissary of the Fourth Planet"
37. "Crisis of Planet Gaea"
38. "Fly out! Planet Gaea"
39. "Assemble, 39th Warrior"
40. "Revenge of the Space Pirates"
41. "Breaking into Nemesis"
42. "Legend! The Green Warrior"
43. "Farewell!, Lioconvoy"

## Speelgoedlijn
De bijbehorende speelgoedlijn van de serie bevatte vooral overgeschilderde versies van Beast Wars figuren en G2 figuren. Voor Lio Convoy en Galvatron werden wel nieuwe modellen gemaakt, evenals de TakoTank.